# 네스타 쿠퍼
네스타 쿠퍼(Nesta Cooper, 1993년 12월 11일 ~ )는 캐나다의 배우이다.
미시소거에서 태어났다.

## 방송
- 시간 여행자

## 영화
- 미라클 시즌 (2018년)
- #리얼리티하이 (2017년)
- 지랄발광 17세 (2016년) - 샤넌 역
- 디아블로 (2015년)